# Сабіль

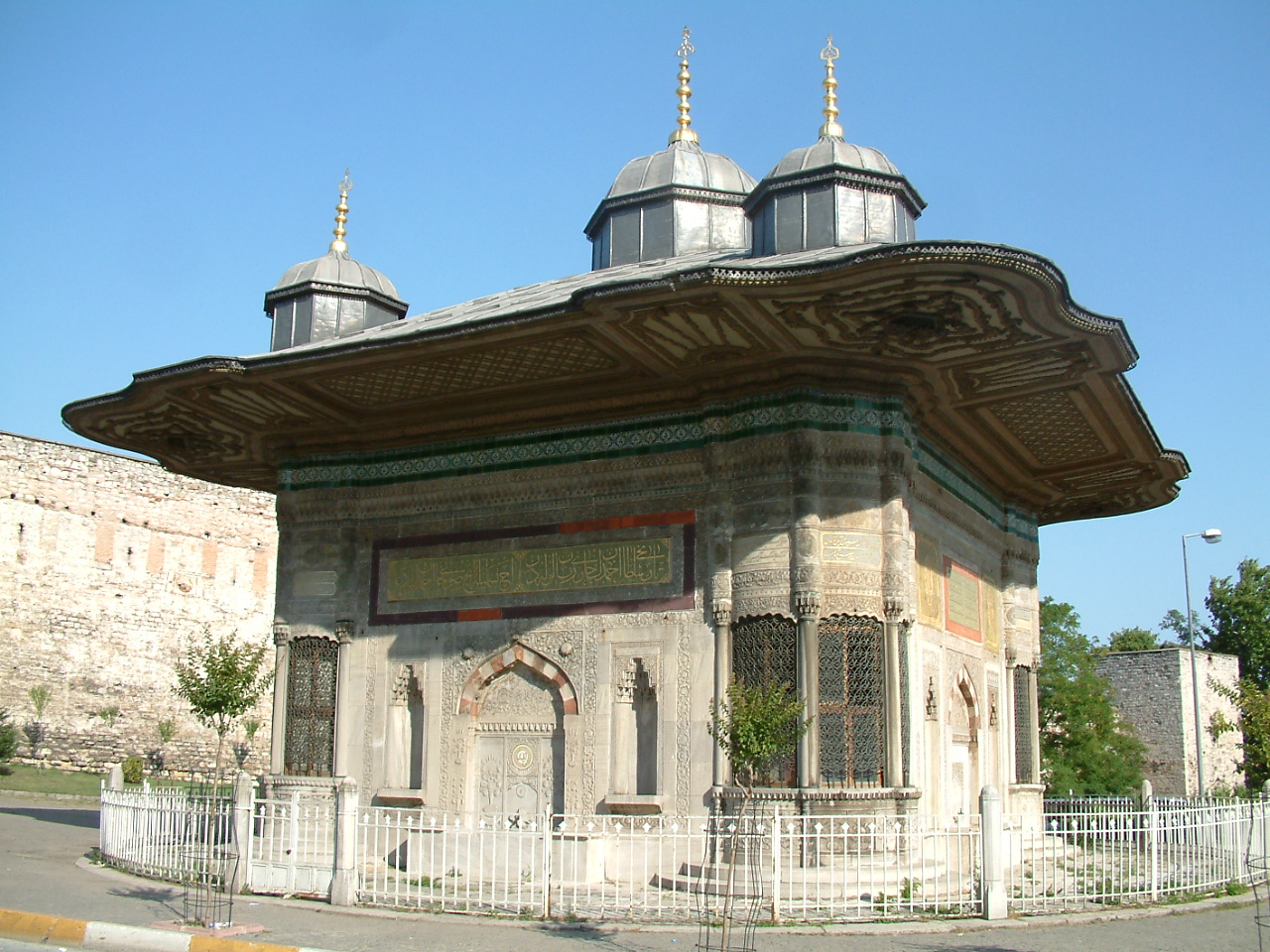
Сабіль Ахмеда III в Стамбулі

Сабіль, себіль (араб. سبيل‎‎) — вид фонтану в арабській архітектурі. Громадське джерело питної води, розташована окремо або пристінна споруда, часто оздоблена різьбленням. В Османській імперії сабілі часто будували біля перетину доріг або біля мечетей для втамування спраги і обмивань перед релігійними ритуалами. Вважалося, що будівництво сабілів підкреслює важливість правителя, і на багатьох були написані імена тих, хто їх облаштував.

## Історія
У Стамбулі XVI століття сабілі були символом суспільного достатку. Жертвування грошей на будівництво сабіля вважалося благочестивою справою. Багато сабілів щедро прикрашались орнаментальним різьбленням і віршами, які утворювали хронограму дати будівництва в цифрах абджадії. Сабілі відігравали важливу роль у суспільному житті до XX століття, коли в будинки прийшов водопровід.
У даний час сабілі використовуються не за призначенням, багато з них зруйновано.

## Галерея

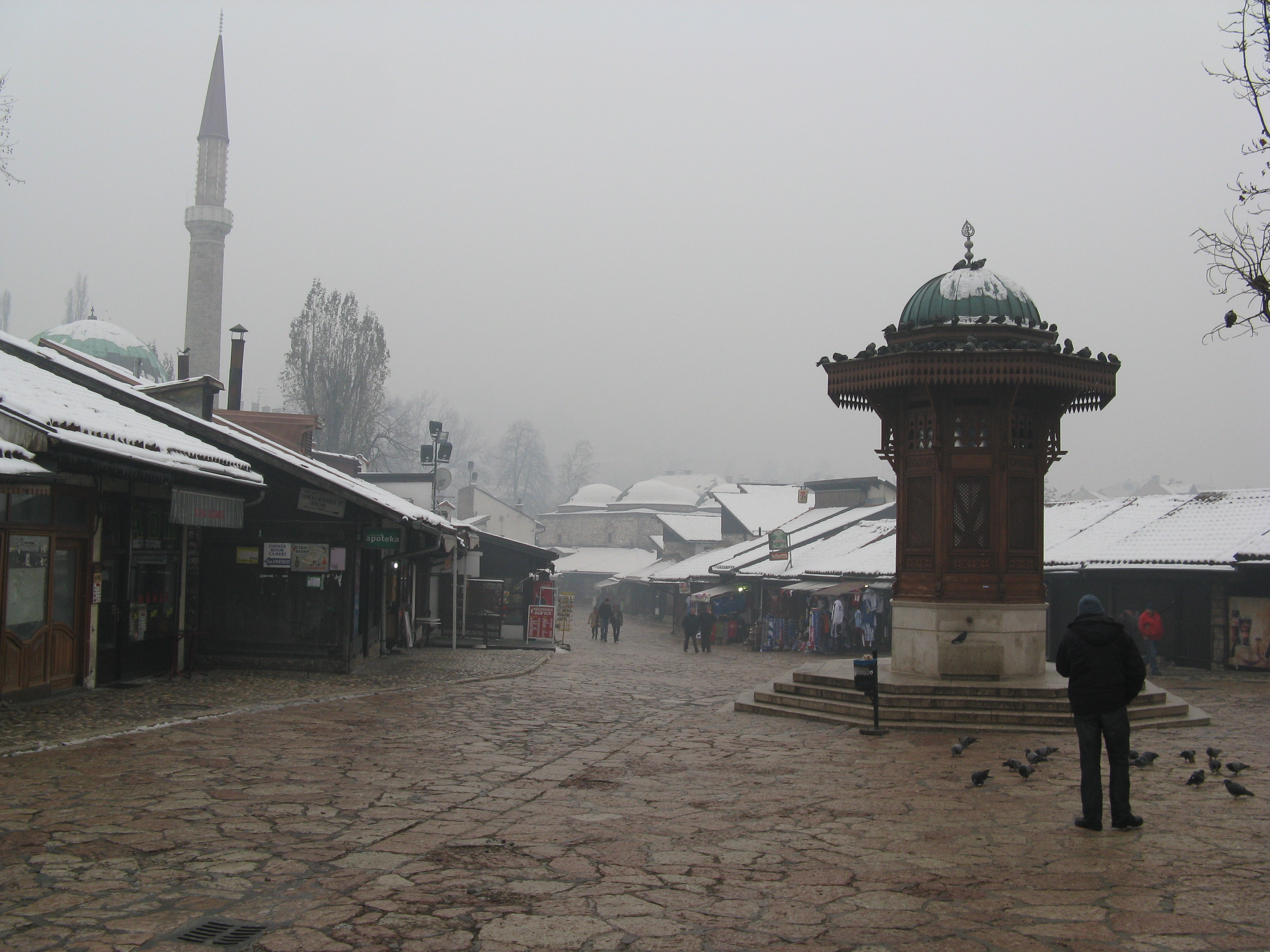
Сабіль в Сараєво
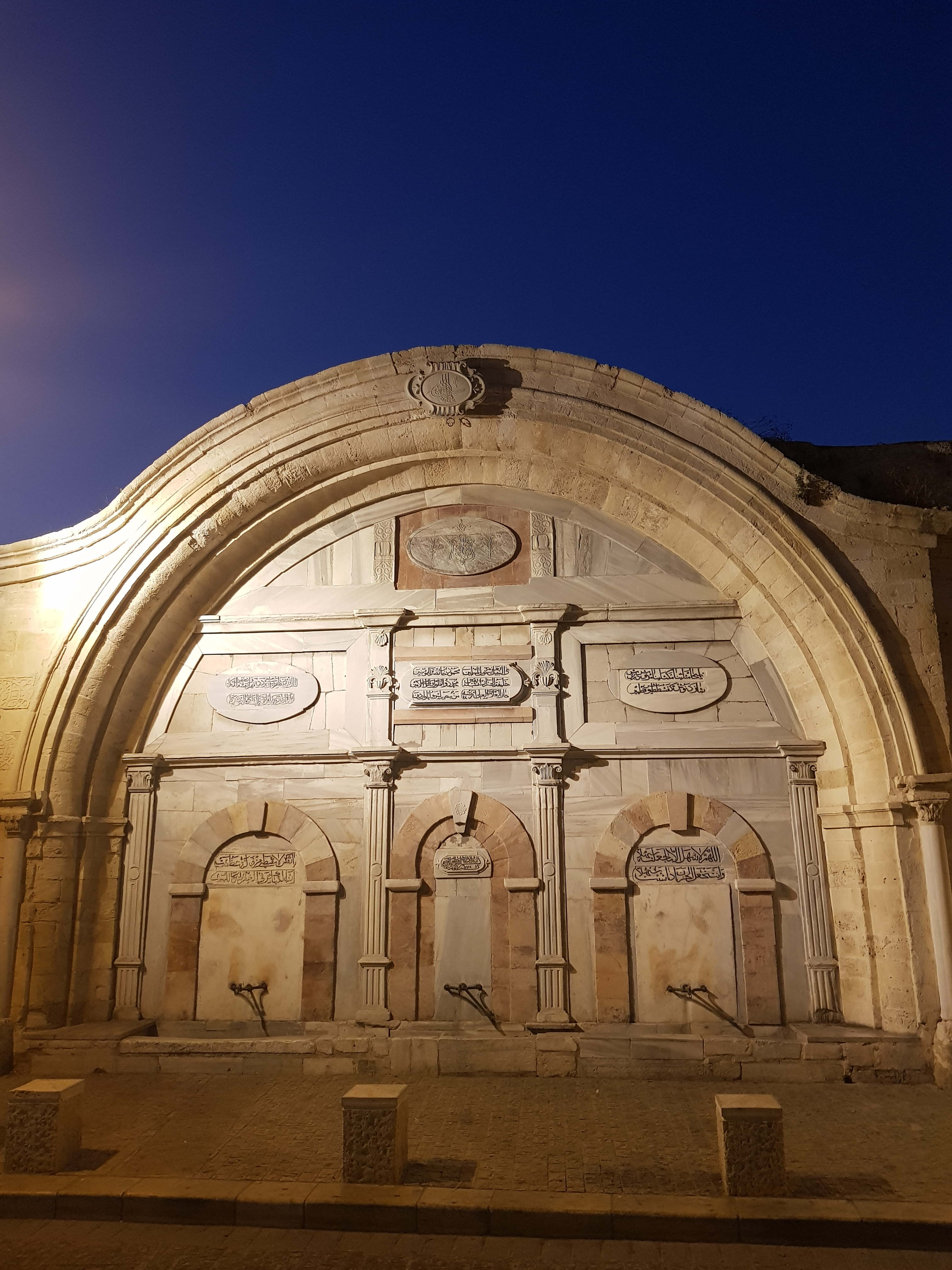
Сабіль у Яффі